# Cissita
Cissita (łac. Diœcesis Cissitanus) – stolica historycznej diecezji w Cesarstwie Rzymskim (prowincja Afryka Prokonsularna), współcześnie w Tunezji. Wzmianki o biskupach pochodzą z V wieku. Od 1933 katolickie biskupstwo tytularne.

## Biskupi tytularni
| Lp. | Biskup                        | Od                  | Do                  |
| --- | ----------------------------- | ------------------- | ------------------- |
| 1   | Heinrich Gleumes              | 5 października 1948 | 26 sierpnia 1951    |
| 2   | Francis Clement Van Hoeck OSB | 6 stycznia 1954     | 20 kwietnia 1976    |
| 3   | Antonio Pagano                | 27 sierpnia 1977    | 18 grudnia 1983     |
| 4   | Salvatore Di Salvo            | 9 kwietnia 1984     | 5 października 2005 |
| 5   | Octavio Villegas Aguilar      | 29 grudnia 2005     |                     |